# Chloroclystis periosa
Chloroclystis periosa är en fjärilsart som beskrevs av Turner 1908. Chloroclystis periosa ingår i släktet Chloroclystis och familjen mätare. Inga underarter finns listade i Catalogue of Life.